# اکتینفرید
اکتینفرید (نام علمی: Actinosphaerium) نام یک راسته از ناجورتاژکان است.
گونه Actinosphaerium eichhorni گونه کوچک تک‌سلولی است که می‌تواند به شکل ماهرانه‌ای از زائده‌های سخت بیرون‌زده از سیتوپلاسم سلولی‌اش برای شکار سایر میکروارگانیسم‌ها و بلعیدن آنها استفاده کند. این جاندار بزرگ‌ترین عضو رده‌ای است که آغازیان خورشیدی نامیده می‌شوند و مانند آمیب‌ها از زائده‌های سیتوپلاسمی روی سطح خارجی یاخته‌شان بیشتر برای شکار بهره می‌برند تا حرکت.